# Grotta di Fingal
La grotta di Fingal (in inglese Fingal's Cave) è una grotta marina sull'isola di Staffa (Ebridi Interne, Scozia), parte del National Nature Reserve del National Trust for Scotland.

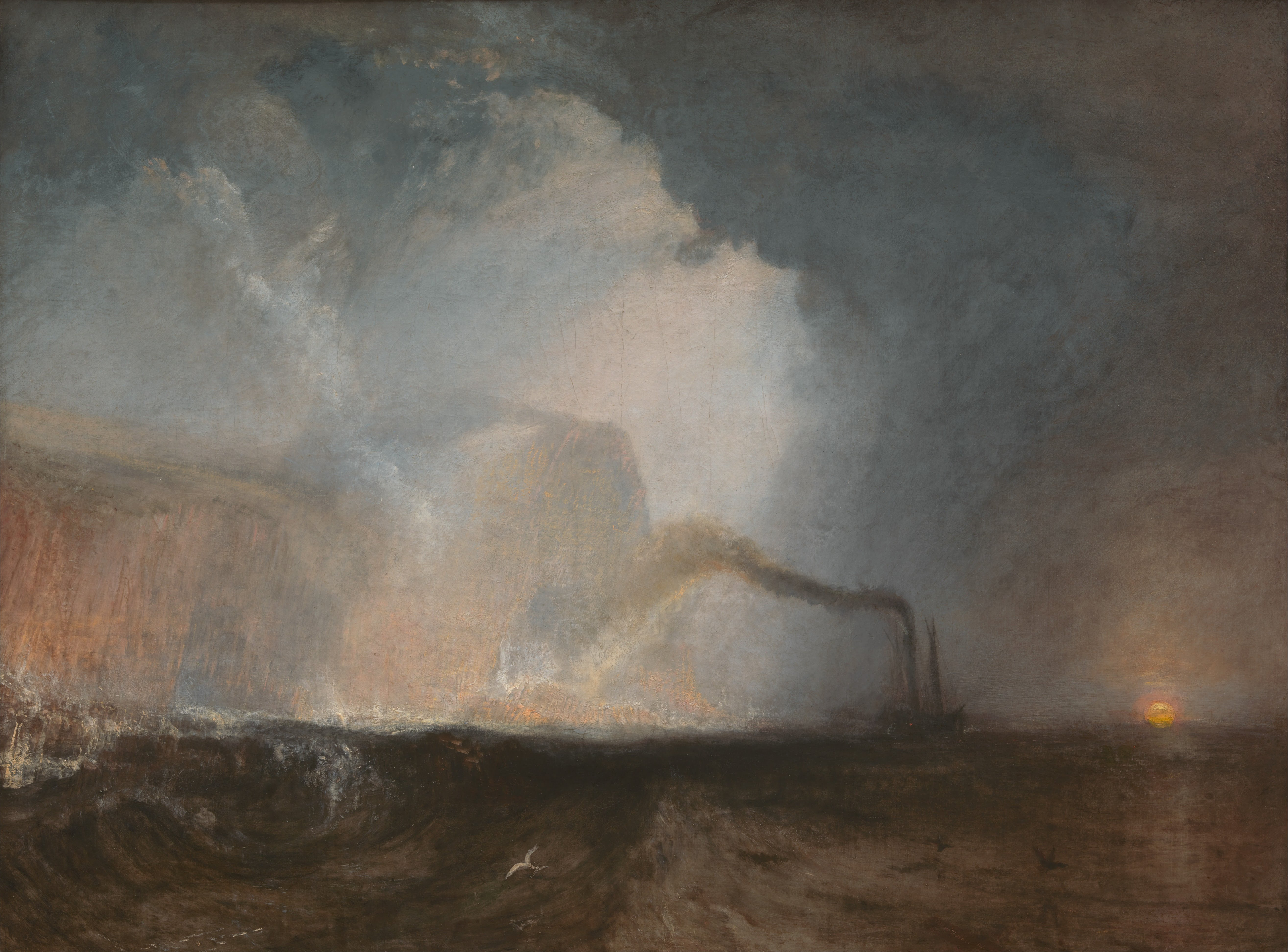
William Turner, Staffa, Fingal's Cave, 1832.

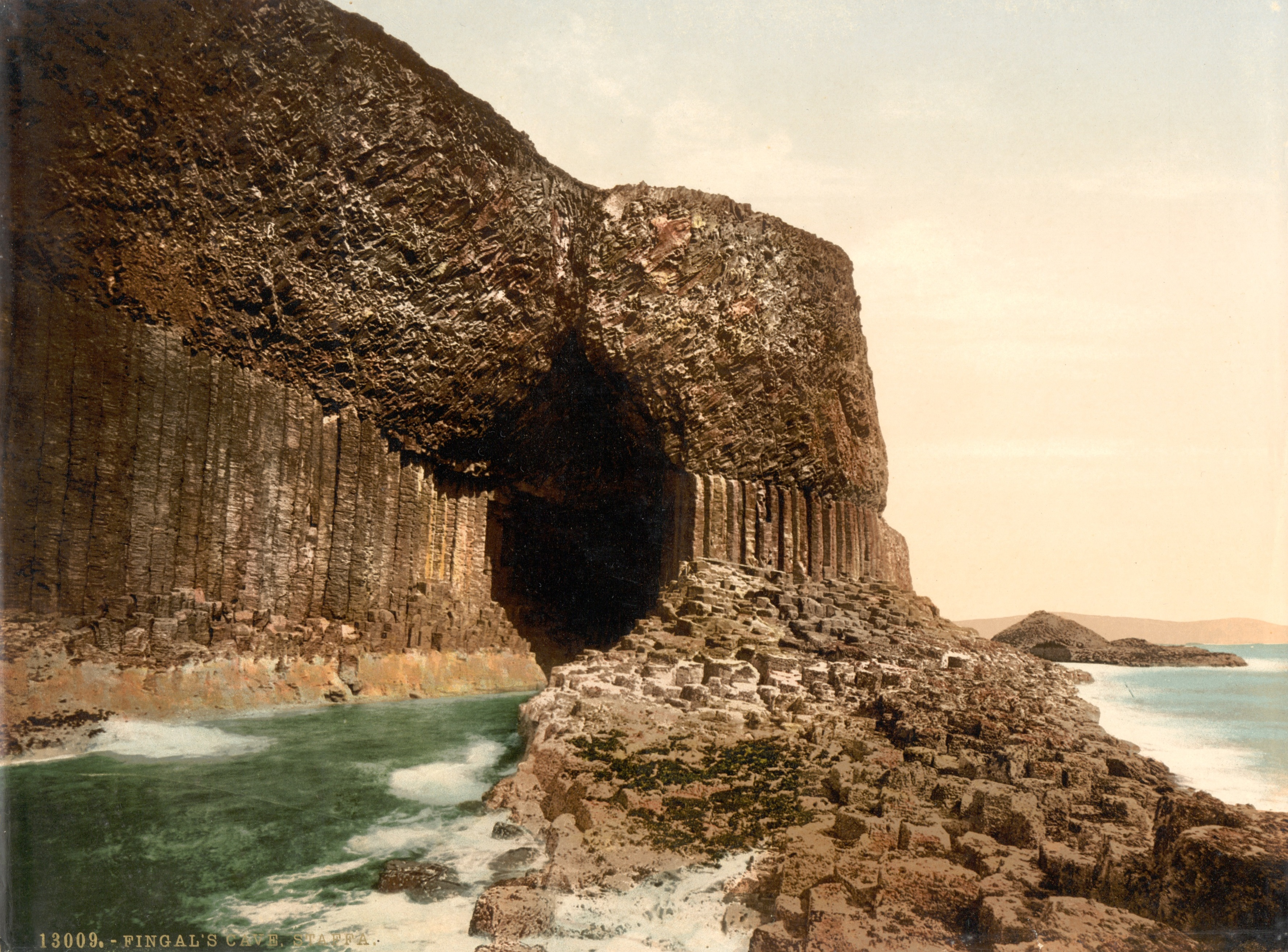
Entrata della grotta nel 1900 (bassa marea)

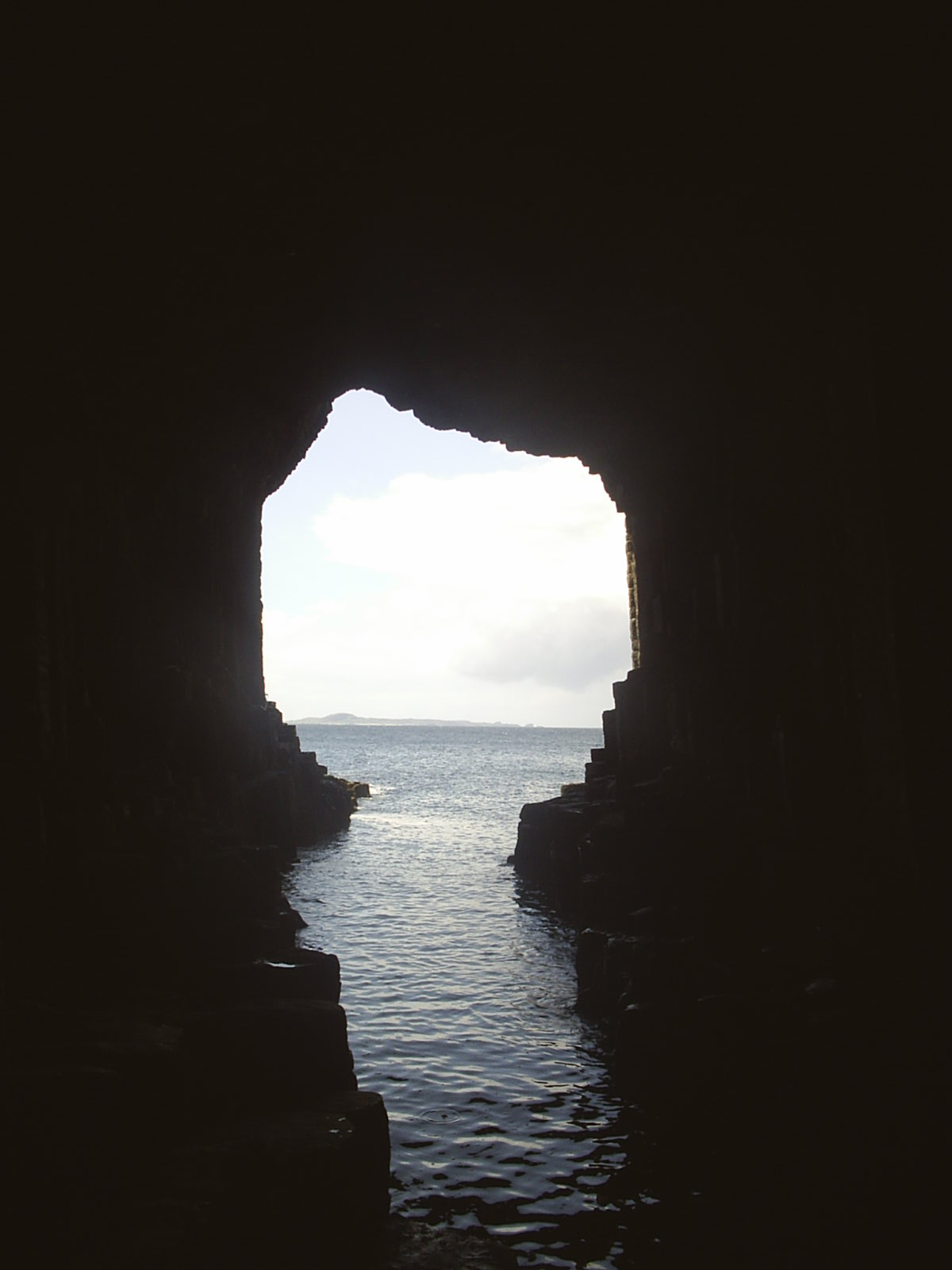
Vista dall'interno della grotta con l'isola di Iona in lontananza, 2004

## Nome
Divenne nota come Fingal's Cave dal nome dell'eroe Fingal ("Bianco Straniero") di un poema di James Macpherson del Ciclo di Ossian. Nella mitologia irlandese Fingal è conosciuto come Fionn mac Cumhaill (in scozzese, Finn Mac Cool), che secondo la leggenda costruì un selciato tra Irlanda e Scozia.

## Descrizione
La grotta è completamente formata da pilastri basaltici esagonali, simili e coevi a quelli del Giant's Causeway in Irlanda del Nord e della vicina isola di Ulbha. Una colata lavica 60 milioni di anni fa cominciò a raffreddarsi in schemi esagonali che, partendo dalla superficie, si estesero in profondità formando le colonne.
La grotta viene illuminata dal sole un solo giorno all'anno, precisamente il 19 dicembre.
Le sue dimensioni, il soffitto ad arco e i misteriosi suoni prodotti dall'eco delle onde, fanno sembrare la formazione naturale una cattedrale. Il nome gaelico della grotta è Uamh-Binn, "grotta della Melodia".
La grotta ha un'ampia entrata ad arco ed è allagata dal mare, ma le imbarcazioni non possono entrare. Molte compagnie locali includono un passaggio ravvicinato nelle crociere tra aprile e settembre. È comunque possibile sbarcare sull'isola e raggiungere a piedi la grotta: una fila di colonne fratturate formano un cammino appena al di sopra del livello dell'alta marea. Dall'interno l'ingresso sembra incorniciare la sacra isola di Iona.
La grotta fu scoperta dal naturalista Joseph Banks nel 1772.

## Dimensioni
- Wood-Nuttal Encyclopaedia, 1907: 69 m di profondità, 20 m di altezza.
- National Public Radio: 45 m di profondità; 22 m di altezza.
- Show Caves of the World: 85 m di profondità; 23 m di altezza[2].

## Arte e letteratura
Il drammaturgo August Strindberg ambientò nella grotta alcune scene de Il sogno in un luogo detto Fingal's Grotto, e anche lo scrittore francese Jules Verne collocò nella grotta il finale del suo romanzo Il raggio verde.
La grotta ricorre anche nei versi del poeta italiano Eugenio Montale, che la nomina nella poesia "Nubi color magenta..." contenuta nella sesta sezione (VI. Madrigali privati) della raccolta poetica La bufera e altro.
Altri famosi visitatori ottocenteschi furono Walter Scott, William Wordsworth, John Keats, Alfred Tennyson, il pittore romantico William Turner che la dipinse nel 1832, e la regina Vittoria.

## Musica
Il compositore Felix Mendelssohn visitò la grotta nel 1829 e poi compose Die Hebriden (Ouverture Le Ebridi, Opus 26), ispirato agli strani echi della grotta, che la rese popolare come destinazione turistica.
Anche Johannes Brahms intonò il Gesang aus Ossians Fingal, che fa parte dei Vier Gesänge (Quattro canti) per coro femminile, due corni e arpa (1859, 1860). Il Canto dalla Grotta di Fingal è l'op. 17, n. 4.
Un brano strumentale dei Pink Floyd s'intitola Fingal's Cave: scritto per Zabriskie Point, non venne però inserito nella colonna sonora del film.
Il compositore e chitarrista romantico Johann Kaspar Mertz intitolò Fingals-Höhle il primo dei due brani che compongono una delle sue Bardenklänge, la n. 5 dell'op. 13 per chitarra sola.